# Breve diccionario etimológico de la lengua castellana
El  Breve diccionario etimológico de la lengua castellana  es un diccionario etimológico realizado por filólogo español Joan Coromines (1905-1997) y publicado en Madrid por la editorial Gredos en 1990.
La obra de Joan Corominas todavía hoy es una obra de referencia en el ámbito de la filología románica, ha sido reconocida con las máximas distinciones honoríficas de la sociedad civil española como fue el Premio Nacional de las Letras Españolas el 1989, que fue por el conjunto de su obra, tanto castellana como catalana.

## Contexto
El Diccionario es una versión reducida y puesta al día, con las voces modernas, del Diccionario crítico etimológico de la lengua castellana, y constituye una interesante aportación al estudio de la romanística, pero destinado al gran público y tener así una gran difusión entre los hablantes de la lengua castellana no especializados en el tema. A lo largo de sólo 610 páginas, establece el origen y la biografía del vocabulario castellano más frecuente con referencias al resto de las lenguas peninsulares y latinas.